# Зізакеш
Зізакеш (перс. زيزاكش) — село в Ірані, у дегестані Тутакі, у Центральному бахші, шагрестані Сіяхкаль остану Ґілян. За даними перепису 2006 року, його населення становило 46 осіб, що проживали у складі 11 сімей.